# クライストチャーチ大聖堂 (スプリングフィールド)
クライストチャーチ大聖堂（クライストチャーチだいせいどう、英語：Christ Church Cathedral）は、アメリカ合衆国のマサチューセッツ州スプリングフィールドの米国聖公会ウェスタン・マサチューセッツ教区にある大聖堂である。1974年にクアドラングル＝マットゥーン通り歴史地区のアメリカ合衆国寄贈遺産に含まれた。

## 歴史

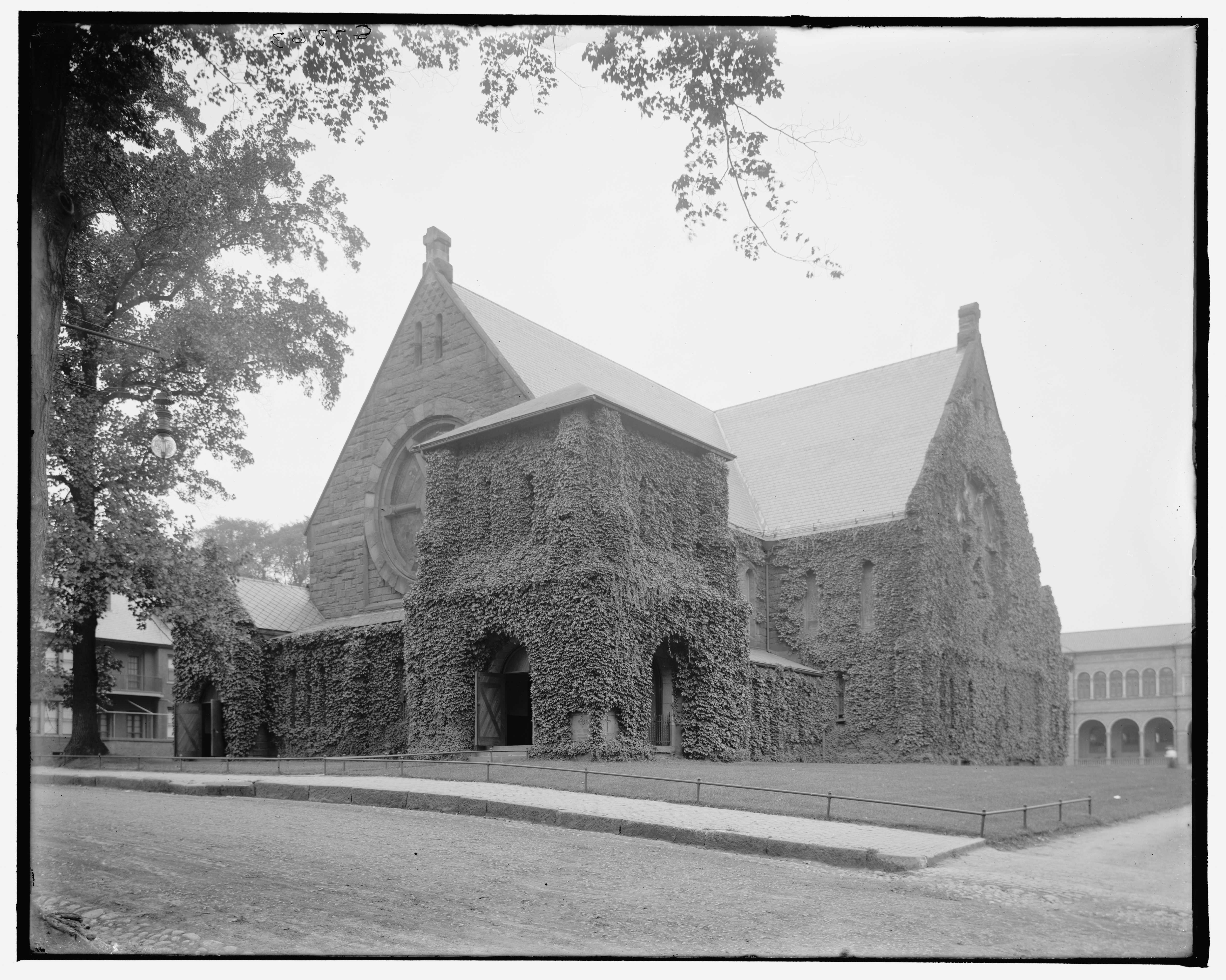
20世紀初頭のクライストチャーチ大聖堂

1817年5月13日、兵器工場管理者のコロネル・ロズウェルの指導の下でスプリングフィールド造兵廠のチャペル内において開設した。1824年3月2日に造兵廠内で発生した火事により、教会内の敷地が別の目的のために造兵廠で使用されることになったため、教会は退去を余儀なくされた。奉仕はスプリングフィールドの様々な場所で行われ、中にはファースト会衆派教会小教区施設で旧裁判所のメソジスト派の教会も含まれる。1838年10月28日、ロズウェル・リー陸軍大佐の息子であるヘンリー・ワシントン・リーはキリスト教会の管理を引き受け、教会を再編成させた。1854年、アイオワ州教区初代主教に就任した。
アイオワ州ドゥワイト通りの隅にある不動産物件は1839年に購入され、そこに新しい教会が建てられた。新しい小教区教会の建設に貢献した教区民の中にはアンナ・マクニール・ホイッスラー（土木技師のジョージ・ワシントン・ホイッスラーの妻 / 画家のジェームズ・マクニール・ホイッスラーの母）もいた。ホイッスラー家は信者席の9番を借りていた。新しい教会は円形小塔の丸屋根を備えた長方形の建物であった。1851年、教区牧師のエイブラム・ニューカーク・リトルジョン着任後にこの建物は拡張された。信者席の増設に加え、内陣、聖具保管室、図書館なども新たに加えられた。同時期にE. and G.G.フック & ヘイスティングス製造の3手連弾トラッカーアクションオルガン（1833年製）が、ロードアイランド州プロビデンスの聖ヨハネ教会から見込みよりも高い687ドル50セントでレディース協会に購入された。1895年、初代ロングアイランド教区主教に就任したリトルジョン牧師は、ニューヨーク市の聖トマス教会で行われたコンスウェロ・バンダービルトと第9代マールバラ公チャールズ・スペンサー＝チャーチルの結婚式を司った。
この小教区は発展を続け、1870年代にはより大規模な教会が必要であるとの決定がなされ、現在の教会が1874年に獲得したチェスナット通りの新しい土地に建設された。建設は1874年に始まり、1876年5月21日に最初の礼拝が行われた。ワシントン大聖堂建築で著名な建築家であるヘンリー・ボーガンによって設計された行列用十字架と天窓（今日でも使用されている）はゴーラム製造会社によって創作された。新しい教会の塔は早い段階でヒビが入ったため取り払わなければならなくなった。なお、新しい塔は1927年に再建された。
1901年11月19日、ウェスタン・マサチューセッツ教区の第1回会議がクライストチャーチにて開かれた。1929年2月7日、クライストチャーチは教区の大聖堂となった。この時点で教区牧師を務めていたジョン・M・マクガーン牧師が大聖堂の首席司祭に就任した。